# Sa Piling Mo
Sa Piling Mo é uma telenovela filipina produzida e exibida pela ABS-CBN, cuja transmissão ocorreu em 2006.

## Elenco
- Judy Ann Santos - Jennifer
- Piolo Pascual - Adrian